# HMS Sjöormen (1967)
Pour les autres navires du même nom, voir HMS Sjöormen.
Le HMS Sjöormen (signifiant en suédois serpent de mer) est le navire de tête de la classe Sjöormen de sous-marins, nom du projet A11. Il a été construit par Kockums Mekaniska Verkstads AB à Malmö et livré en 1968. Dans le cadre de son voyage d’essai, le navire a reçu sa devise, qui se lit comme suit : Esse non videri (Être mais ne pas être vu).

## Développement
La planification de la classe comprenait un certain nombre de solutions AIP différentes, y compris la propulsion nucléaire. Cependant, les navires ont finalement été achevés avec des batteries extrêmement grandes pour l’époque. Le navire était un sous-marin à simple coque dont la forme de coque était influencée par le sous-marin expérimental américain USS Albacore (AGSS-569). La coque était recouverte de tuiles de caoutchouc pour réduire la signature acoustique (tuiles anéchoïques), ce qui était à cette époque une technologie pionnière. La classe Sjöormen a également été pionnière dans l’utilisation d’un gouvernail en forme de croix de saint André (par opposition à un gouvernail en forme de croix grecque) comme caractéristique standard, par opposition aux navires expérimentaux.

## Service en Suède
Le Parlement suédois a décidé de l’acquisition du navire en 1961. Le navire a été commandé à Kockums à Karlskronavarvet et sa quille a été posée en 1965. Le navire a été lancé le 25 janvier 1967 et a rejoint la flotte le 31 juillet 1968. Le sous-marin a servi dans la marine royale suédoise pendant près de 30 ans. Il a été retiré du service en 1993 et vendu en 1997 au chantier naval Kockums, qui l’a revendu à Singapour en 1997 avec ses quatre sister-ships.

## Service à Singapour
À la suite de modifications apportées au navire pour sa tropicalisation, il a été remis le 28 mai 1999 à la marine de Singapour qui l’a rebaptisé RSS Centurion. Le navire est arrivé à Singapour avec le RSS Conqueror en juillet 2000. Il a été remis en service le 26 juin 2004 après un important carénage. Après 11 ans dans la marine de Singapour, il a été mis hors service le 11 mars 2015 et mis au rebut. Son gouvernail et son kiosque ont été conservés comme mémorial au Musée de la marine de Singapour.

## Galerie

HMS Sjöormen & RSS Centurion gallery
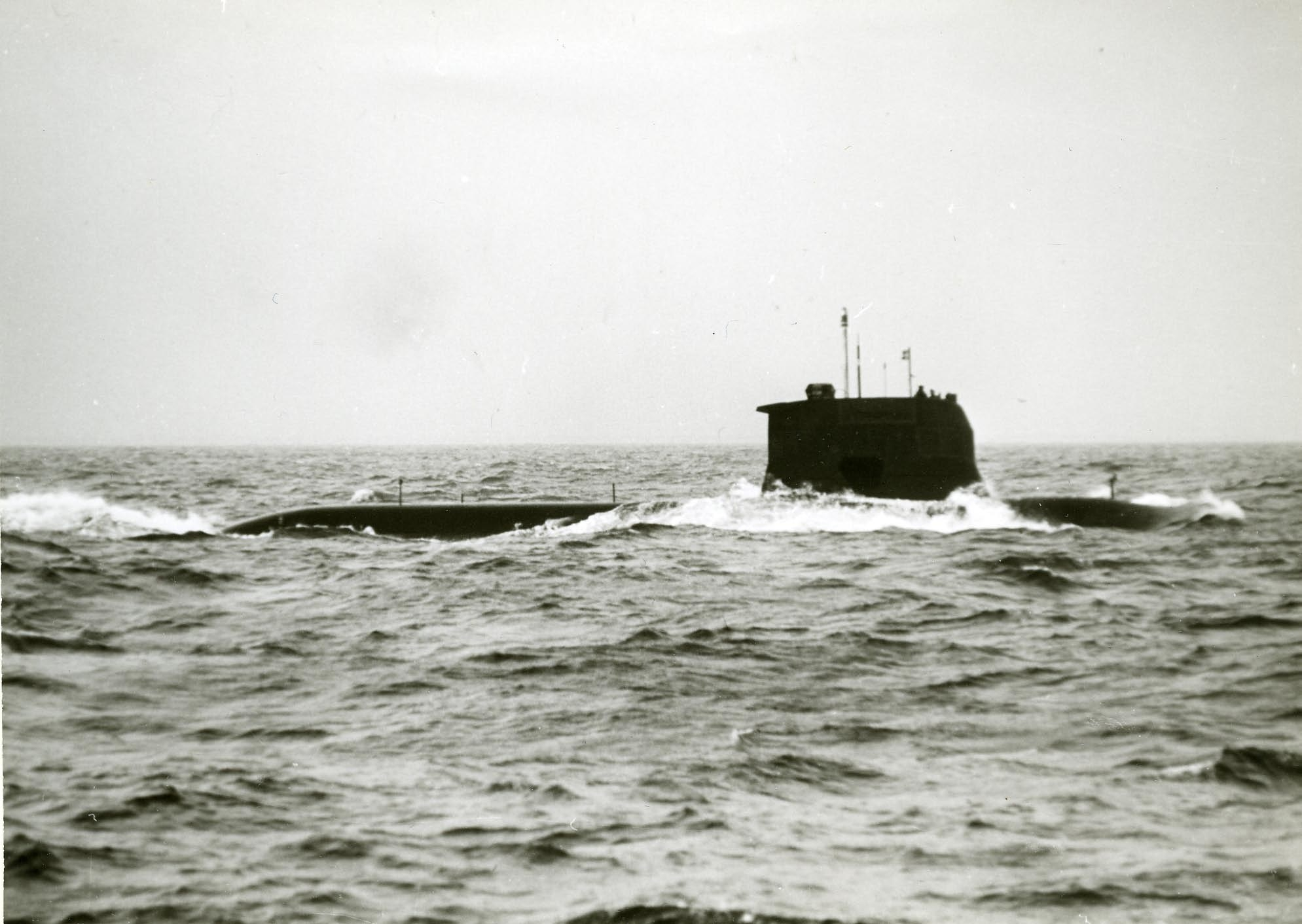
Le HMS Sjöormen en route en 1968
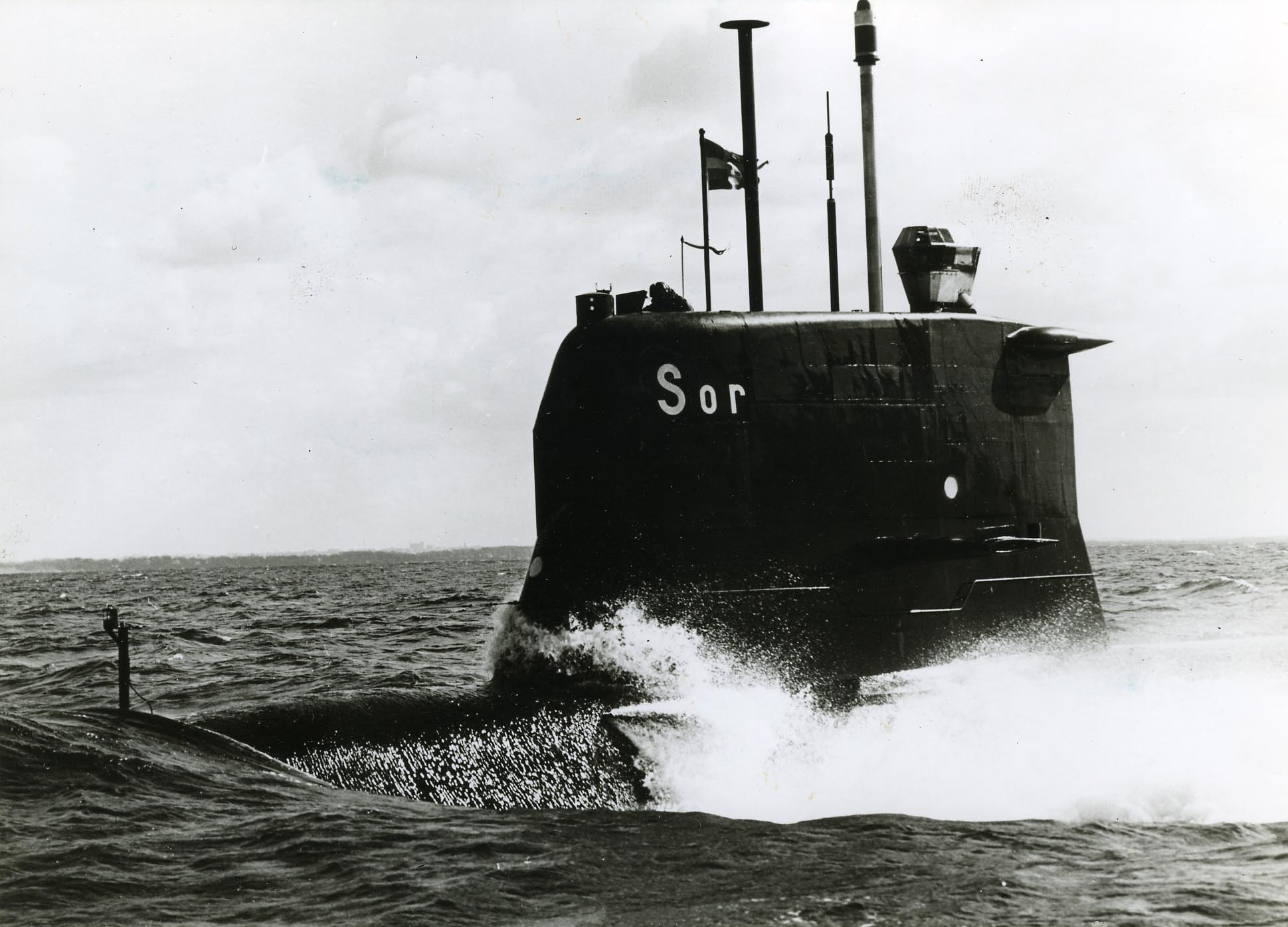
Le HMS Sjöormen en route en 1968
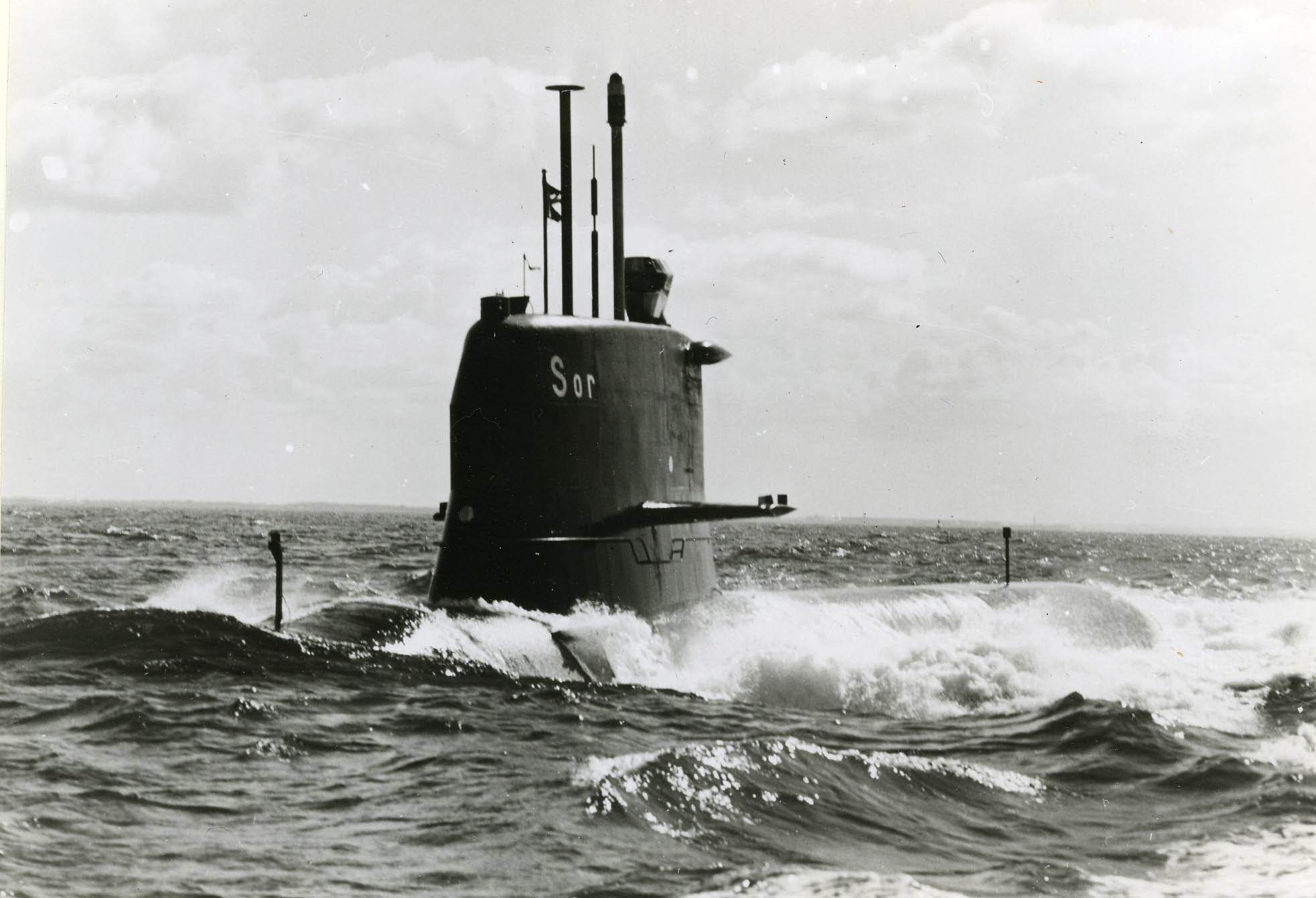
Le HMS Sjöormen en route en 1968
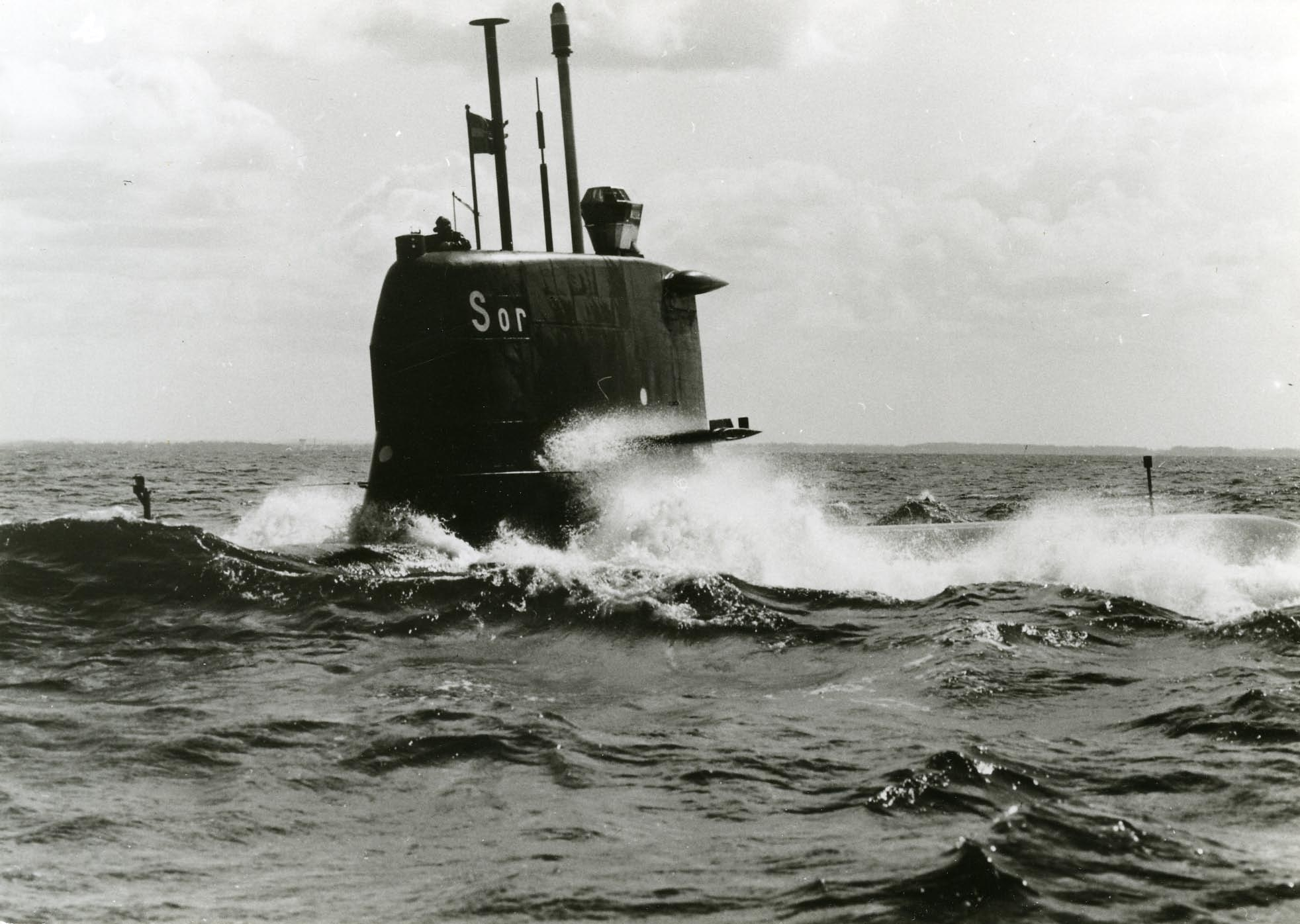
Le HMS Sjöormen en route en 1968
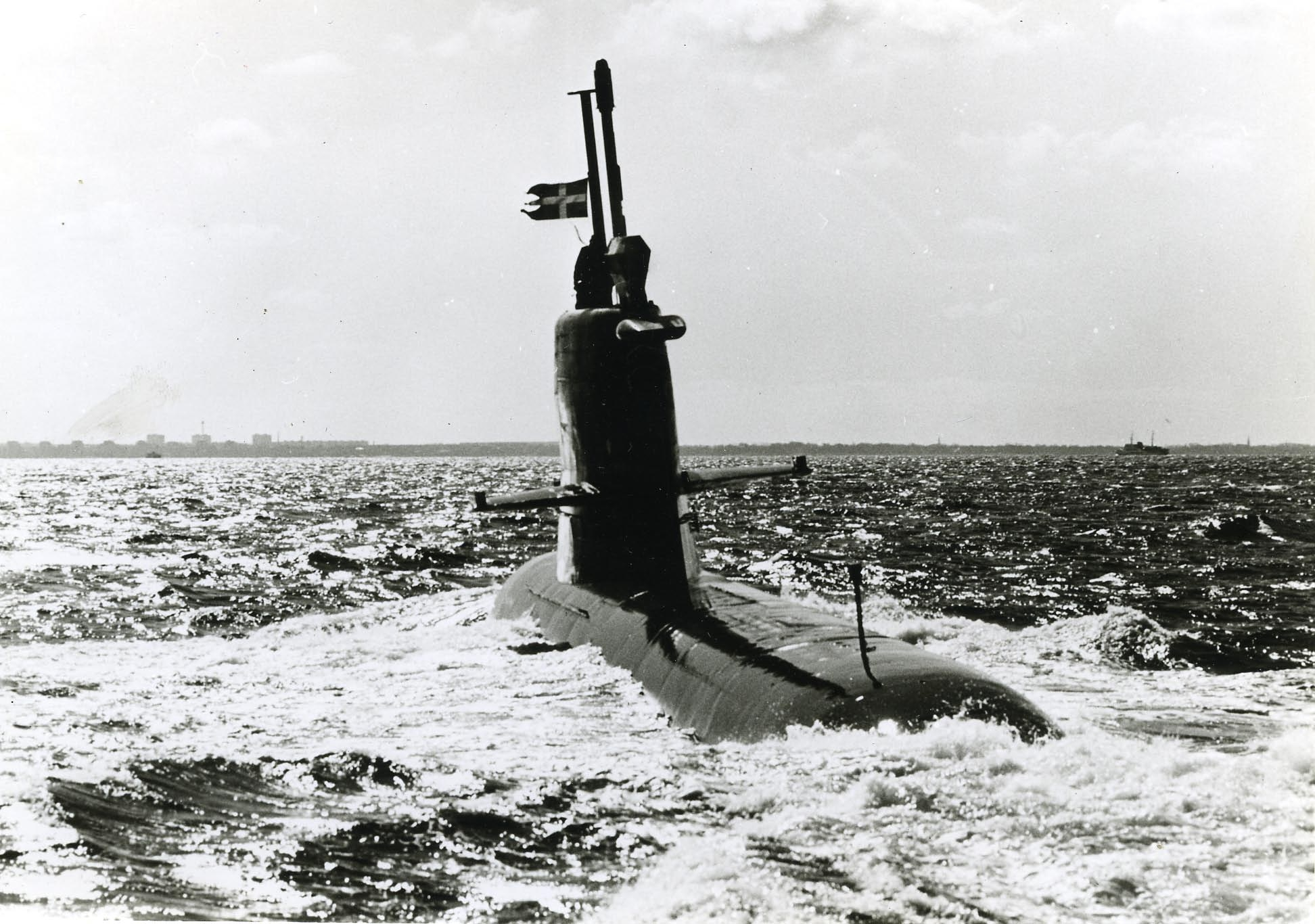
Le HMS Sjöormen en route en 1968